# Heterusia amplificata
Heterusia amplificata är en fjärilsart som beskrevs av W. Warren 1904. Heterusia amplificata ingår i släktet Heterusia och familjen mätare. Inga underarter finns listade i Catalogue of Life.